# Gnetum ula
{{#ifeq:0|0|{{#if:|{{#if:Gnetumula|[[]}}|}}}}
Gnetum ula — вид голонасінних рослин класу гнетоподібних.

## Опис
Деревинна ліана. Нові листки з'являються в березні, квітне у березні й квітні, фрукти з'являються з квітня, дозріваючи у жовтні чи листопаді. 

## Поширення, екологія
Країни проживання: Індія (Андхра-Прадеш, Гоа, Карнатака, Керала, Махараштра, Орісса). Росте у пагорбових лісах.

## Використання
Плоди їстівні. Насіння також виробляє олію, яку можна користати в лікувальних цілях або для спалювання.

## Загрози та охорона
Велика частина ареалу цього виду постраждала від втрати середовища існування з різних причин, включаючи перетворення земель для сільського господарства і плантацій, посягання населених пунктів та затоплення внаслідок гідроенергетичних проектів. Деякі популяції, як відомо, трапляються на території охоронних районів, але великі ділянки ареалу цього виду не мають жодного захисту. У штаті Орісса вид визнали вразливим. Поки насіння не було зібране для Насіннєвого банку тисячоліття.